# Troktolith

Diagramm zur Klassifikation von gabbroiden Gesteinen mit Plagioklas (Pl), Olivin (Ol) und Pyroxenen (Px) wie Orthopyroxen (Opx) und Klinopyroxen (Cpx).

Troktolith (auch Troctolith oder Forellenstein) ist ein Gestein aus der Gruppe der mafischen Plutonite.

## Gesteinsbeschreibung und Mineralbestand
Der Mineralbestand umfasst Plagioklas (Labradorit und Bytownit), Olivin, bis zu 5 % Pyroxen sowie in geringen Mengen Biotit, Hornblende, Magnetit und sulfidische Erzminerale, niemals jedoch Quarz. Mit dieser Zusammensetzung gehören Troktolithe zur Gruppe der Gabbroide, allerdings enthalten sie statt Pyroxenen deutlich mehr Olivin. Troktolithe sind oft mittel- bis grobkörnig und haben ein charakteristisches geflecktes Aussehen, das durch die dunkelgrünen Olivine in einer hellen Plagioklas-Matrix hervorgerufen wird. Aufgrund des gepunkteten Aussehens erhielt das Gestein von Steinmetzen den Namen Forellenstein.

## Entstehung und Vorkommen

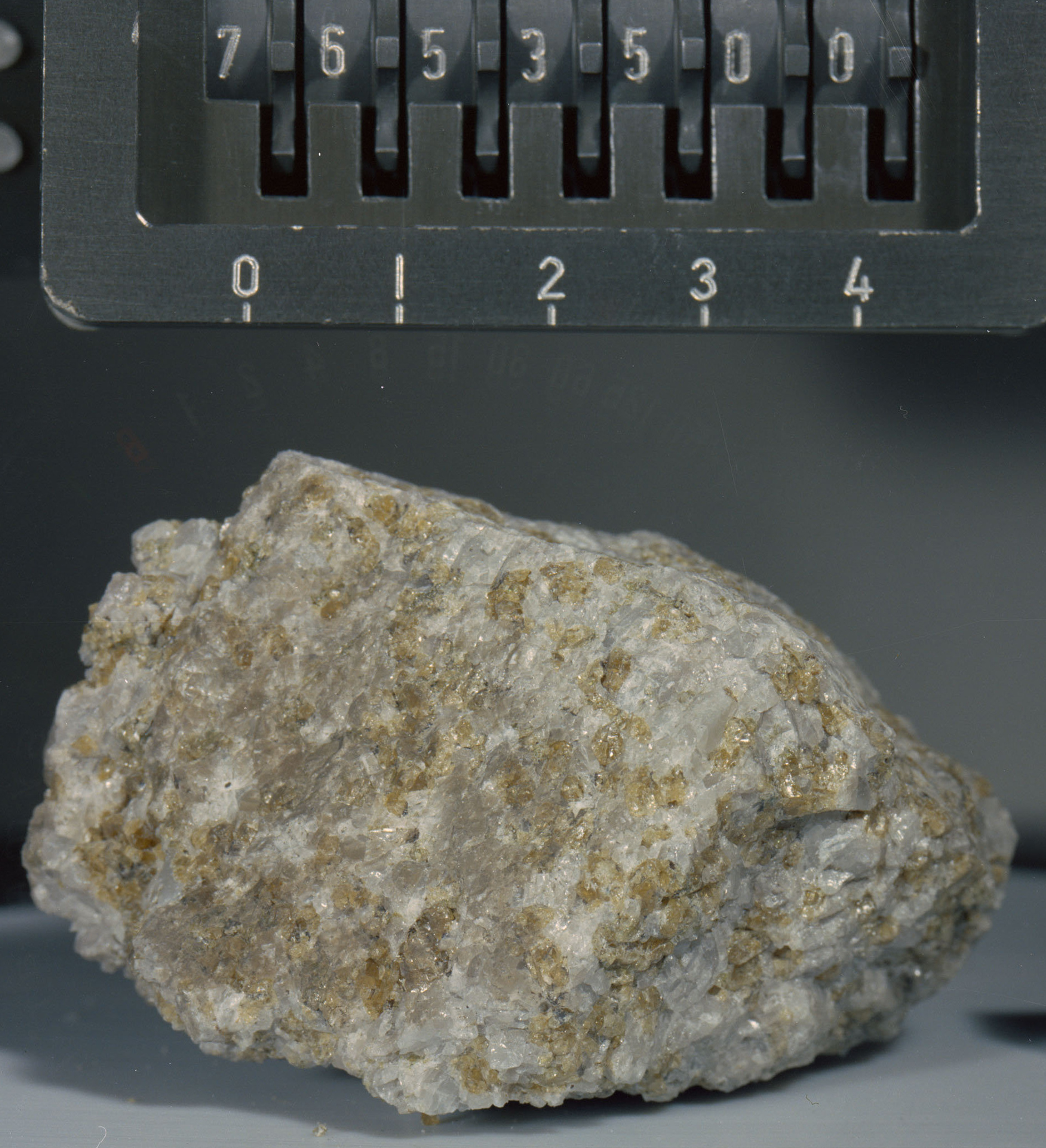
Ein bei der Apollo-17-Mission geborgenes Stück Troktolith vom Mond

Ähnlich wie Gabbros kommen Troktolithe als Bestandteile ozeanischer Kruste vor und finden sich als Folge von Obduktion auch in Kollisionsorogenen. Daneben treten sie auch in kontinentaler Kruste in geschichteten Intrusionen zusammen mit anderen Gabbroiden und ultramafischen Gesteinen auf. Beispiele sind der Bushveld-Komplex in Südafrika oder der Stillwater-Komplex in Montana. In Deutschland findet man Troktolithe im Harz als Teil des Harzburger Gabbros.
Troktolithe wurden auch auf dem Mond gefunden.